# 随机共振
随机共振( SR )是一种信号增强现象，在信号分析过程中，噪声會降低信噪比，影响有用信息的提取。然而在某些特定的非线性系统中，噪声的存在能够增强微弱信号的检测能力，这种现象称为随机共振。
随机共振於1981年首次被发现。可被用于测量低于仪器检测限的透射幅度。如果将高斯噪声添加到亚阈值（即不可测量）信号中，则可以将其带入可检测区域。检测后，噪声被去除。检测范围可提高四倍。 

## 外部連結
- 维基共享资源上的相關多媒體資源：随机共振